# Строк випробування
Випробування — період часу, протягом якого роботодавець перевіряє працівника на предмет придатності до виконання його роботи. Передбачається, що в цей період часу роботодавець буде тим чи іншим способом спостерігати за професійними діями працівника, а також іншими аспектами його робочої діяльності, наприклад за тим, як складаються його відносини з колегами.
Тривалість випробувального періоду залежить від типу виконуваної роботи і, зазвичай, триває від 30 до 90 днів, хоча може бути і більше. Якщо протягом випробувального терміну працівник задовільно виконує свою роботу, то працівник визнається таким, що успішно пройшов випробування і є придатний до роботи, що часто пов'язано з підвищенням заробітної плати, яка може бути знижена під час випробувального періоду. Випробувальний період не є обов'язковою умовою прийняття на роботу і зазвичай прописується в трудовому договорі.
Випробування необхідне підприємству для захисту від некомпетентних працівників. Деякі підприємства можуть встановити працівникові випробувальний період не тільки при прийнятті на роботу, але також за наявності сумнівів у його компетентності або як дисциплінарне покарання.
Згідно зі ст. 27 Кодексу законів про працю України строк випробування при прийнятті на роботу, якщо інше не встановлено законодавством України, не може перевищувати трьох місяців, а в окремих випадках, за погодженням з відповідним виборним органом первинної профспілкової організації, - шести місяців. Наприклад, згідно зі ст. 18 Закону України "Про державну службу" від 16.12.1993 р. при прийнятті   на   державну   службу  може  встановлюватися випробування строком до шести місяців.
Строк випробування при прийнятті на роботу робітників не може перевищувати одного місяця.
Якщо працівник в період випробування був відсутній на роботі у зв'язку з тимчасовою непрацездатністю або з інших поважних причин, строк випробування може бути продовжено на відповідну кількість днів, протягом яких він був відсутній.